# Spar- und Bauverein Solingen

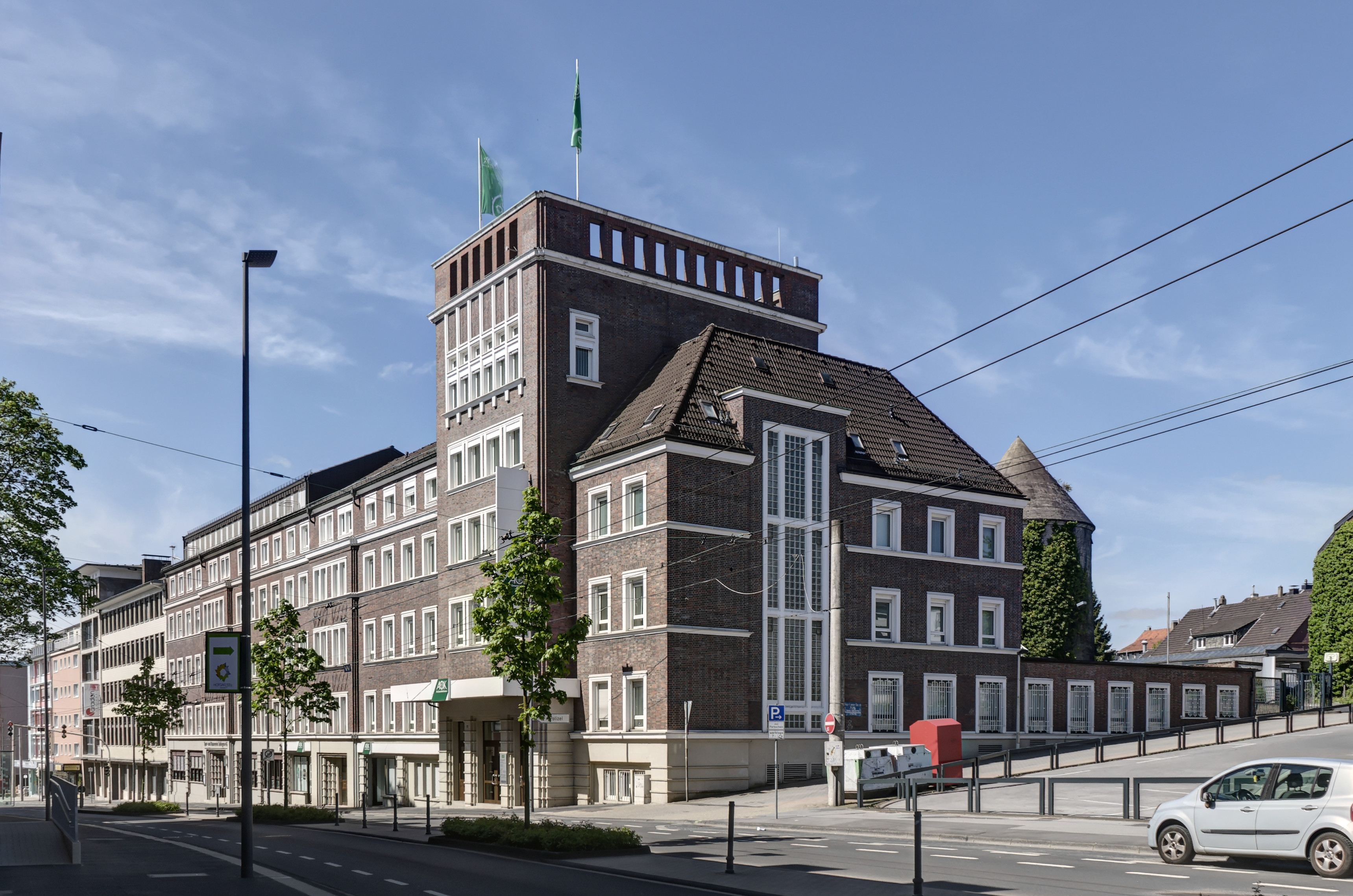
Gebäude des Spar- und Bauvereins Solingen an der Ecke Kölner Straße, Max-Leven-Gasse

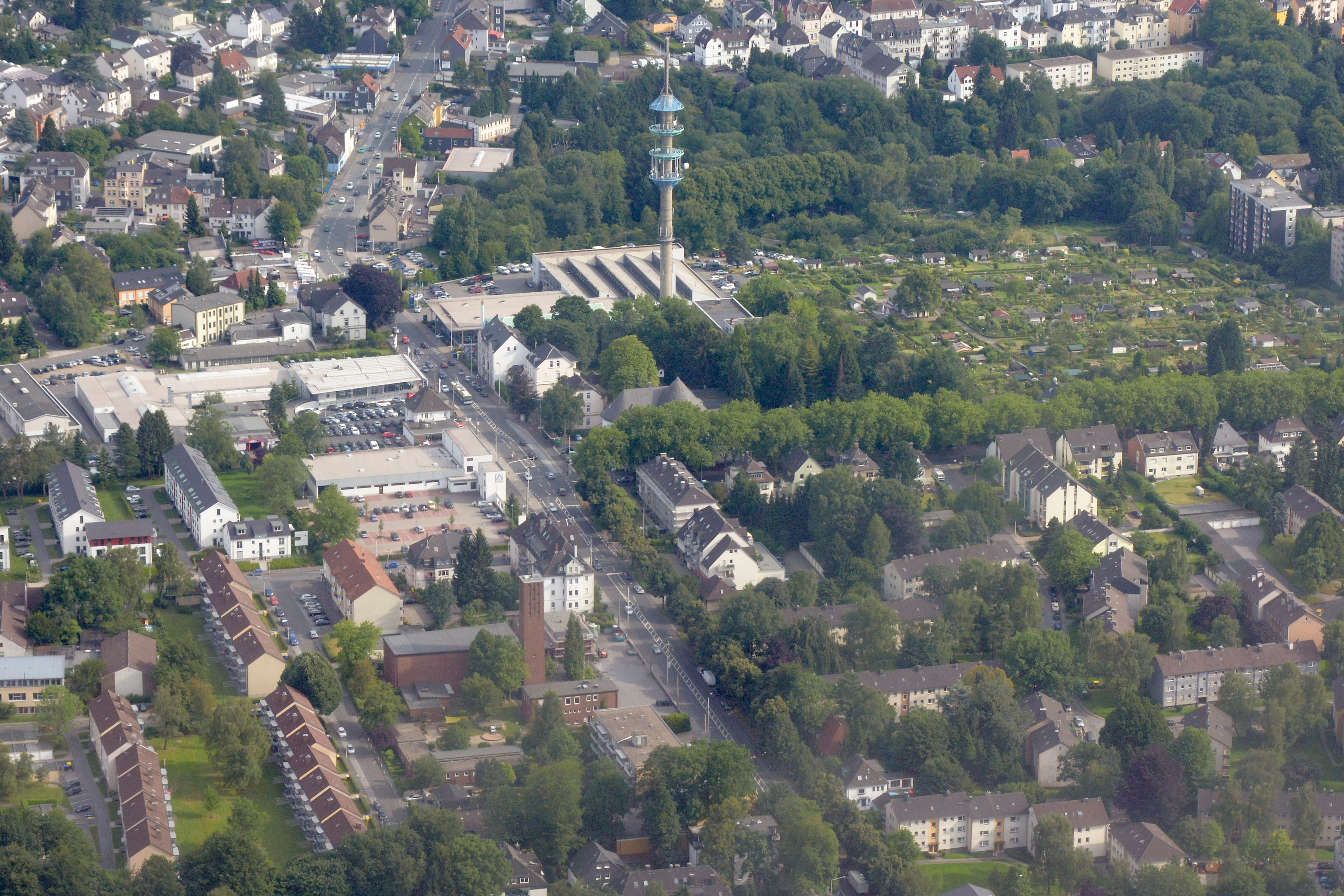
Auf der rechten Seite unterhalb des Fernmeldeturms liegt die Siedlung Wasserturm

Der Spar- und Bauverein Solingen eG (SBV) ist eine Wohnungsbaugenossenschaft, die seit 1897 in Solingen besteht und mit rund 7000 Wohnungen die zweitgrößte in Nordrhein-Westfalen ist.

## Geschichte

### Gründungsphase bis 1933
Der Spar- und Bauverein Solingen wurde am 11. Juli 1897 gegründet, hauptsächlich von Arbeitern der Firma Weyersberg, Kirschbaum & Cie, auch der Geschäftsinhaber trat der Genossenschaft bei. Initiator der Gründung war Pfarrer Otto Müller (1868–1947), der Genossenschaften als probates Mittel gegen die damalige Wohnungsnot ansah. In den Statuten wurde die genossenschaftliche Selbstverwaltung und die Unkündbarkeit der Wohnungen – solange der Mieter nicht gegen die Grundsätze der Genossenschaft verstieß – festgeschrieben. 1898 trat die Stadt Solingen der Genossenschaft bei, die bei den ersten Bauten eine Bürgschaft übernahm. Ziel war auch, durch guten und günstigen Wohnraum die Industriearbeiter in der Stadt zu halten.
Nach der Jahrhundertwende engagierten sich zunehmend Sozialdemokraten im Spar- und Bauverein, und das Organ der SPD, die Bergische Arbeiterstimme, rief 1910 seine Leser auf, der Genossenschaft beizutreten, so dass sich innerhalb von zwei Jahren die Zahl der Mitglieder auf rund 600 verdoppelte. Die Genossen konnten sich per Ratenzahlungen in die Genossenschaft einkaufen und darüber hinaus ein Sparkonto anlegen.
1911 kam es zu einem Konflikt mit dem Solinger Haus- und Grundbesitzerverein, der den Stadtrat dahin beeinflusste, die Stadt solle keine weiteren Bürgschaften für den SBV übernehmen. Als Argumente wurden angeführt, die „Herren von der Sozialdemokratie“ wollten den Hausbesitzerstand „der Verelendung“ zuführen. Die Genossenschaft sei sozialistisch und wolle Arbeiterviertel schaffen, um die Stadt in unterschiedliche Lager zu teilen. Folge war, dass der Spar- und Bauverein aufgrund einer Bürgschaft der benachbarten Gemeinde Höhscheid, die damals noch nicht zu Solingen gehörte, dort und nicht in Solingen selbst weitere 23 Häuser mit 76 Wohnungen errichtete. Von 1924 bis 1927 wurde auf dem Grundstück des ehemaligen Gut Kannenhof in Solingen die Siedlung Kannenhof mit 60 Häusern, einem Genossenschaftsheim und einer zentralen Dampfwäscherei gebaut.

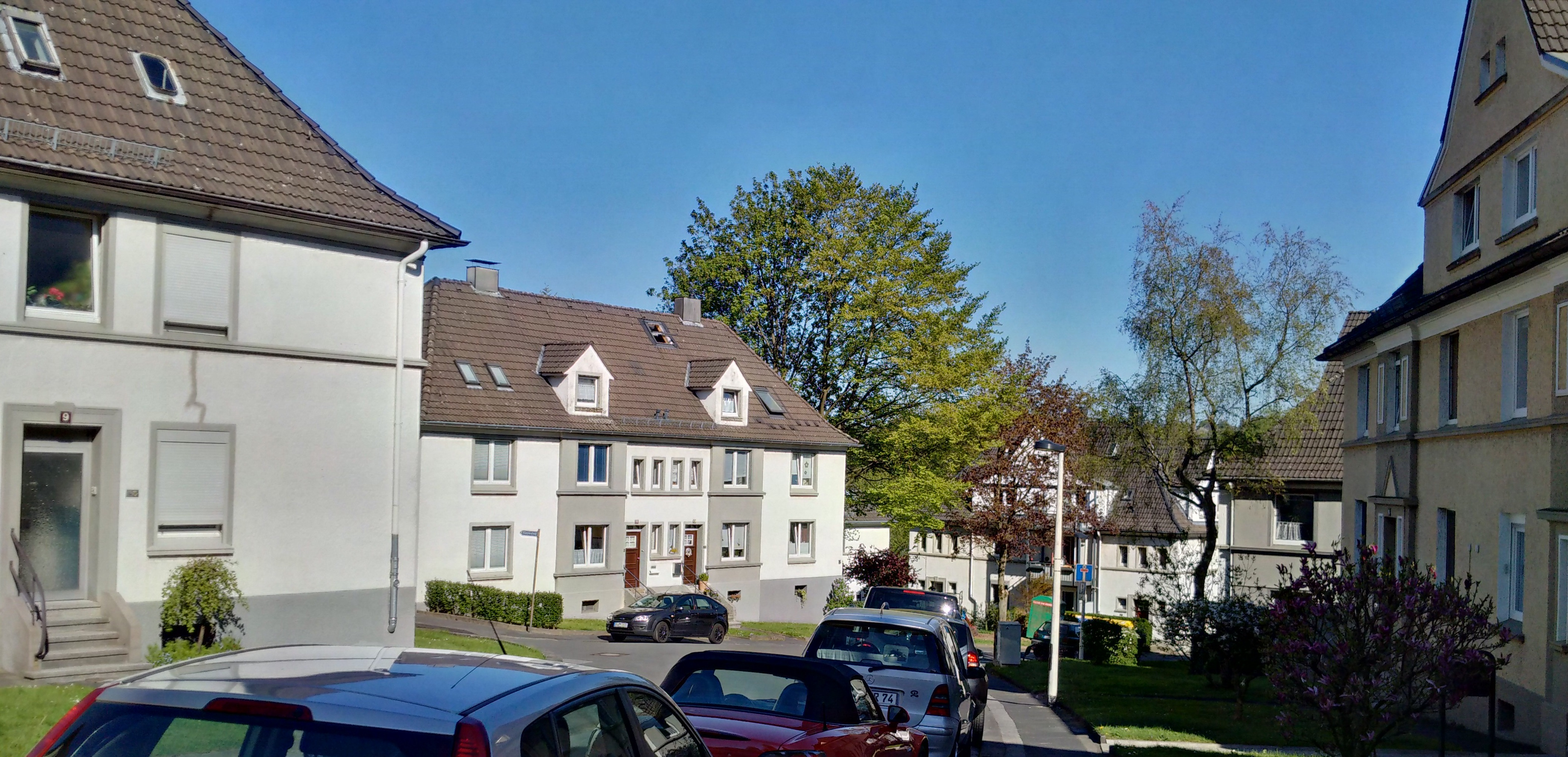
Siedlung Kannenhof (1924–1927)

1920 gründete der Spar- und Bauverein gemeinsam mit der Stadt Solingen und dem Bauverband die Bauhütte Solingen, die in den 1920er Jahren viele Bauprojekte für den Bauverein durchführte und auch die August-Dicke-Schule baute. Nach dem Zweiten Weltkrieg führte die Bauhütte nur noch Reparatur- und Wartungsarbeiten an den Häusern der Genossenschaft durch.
Im Jahre 1926 kaufte der Spar- und Bauverein das „Gewerkschaftshaus“ an der Kölner Straße. Dort waren auch die Büros der Genossenschaft, der AOK und von Gewerkschaften ansässig. Das letzte Siedlungsprojekt des SBV vor der Zeit der Zeit des Nationalsozialismus und zugleich die größte bis dato errichtete Siedlung der Genossenschaft war die 1930–1933 errichtete Siedlung Böckerhof, die bereits unter dem Einfluss der Weltwirtschaftskrise entstand.

#### Konzeption

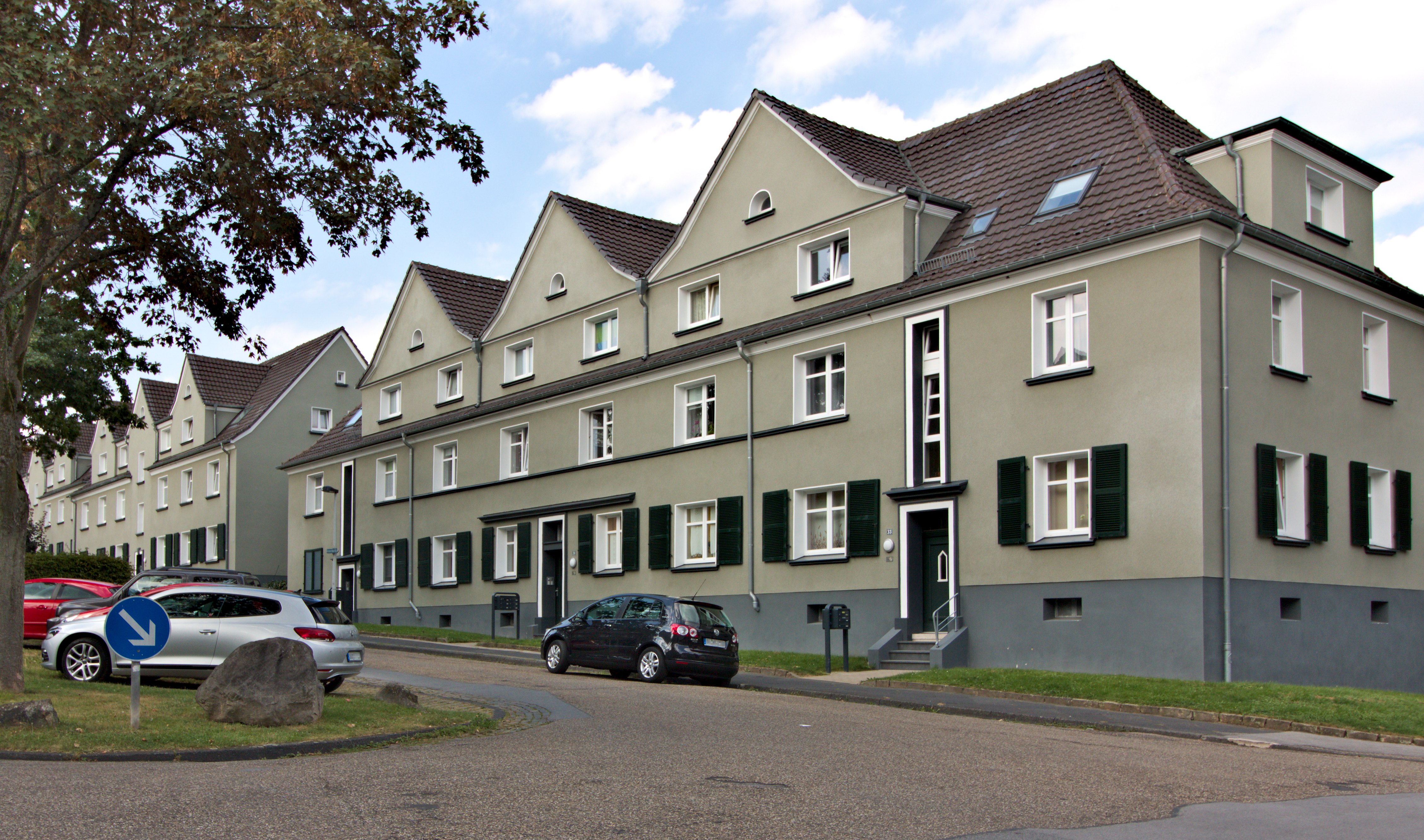
Siedlung Weegerhof (1927–1930)

Die herkömmlichen Wohnquartiere der Arbeiter hatten Ende des 19. Jahrhunderts gestampften Lehmboden und Plumpsklos im Hof; es gab kein fließendes Wasser und keine Abwasserentsorgung. Die Familien mussten sich auf engstem Raum zusammendrängen; in denselben Räumen, oftmals nur ein oder zwei Zimmer für mehrköpfige Familien, wurde gelebt, geschlafen und gekocht. Ein hygienisches Aufbewahren von Lebensmitteln war nicht möglich. Hohe Kindersterblichkeit und Verwahrlosung waren oft die Folge dieser Umstände.
Schon bei den ersten Häusern, die der Spar- und Bauverein Ende des 19. Jahrhunderts errichten ließ, wurde auf eine „moderne“ Ausstattung Wert gelegt. Das fing bei simplen Einrichtungen wie Klingelschildern mit Namen, Fußmatten im Flur und ordentlichen Briefkästen an und ging über Steinböden und Fliesen in Küche und Bad bis hin zu Toiletten und Bädern in den Wohnungen, die abgeschlossene Einheiten waren. Zudem waren die ersten Häuser in der Regel höchstens für vier Parteien gedacht.
Die Genossenschaft sah sich unter anderen den Zielen von Eigenverantwortung, des Zusammenlebens und neuen Formen des Wohnens verbunden und gab ihren Mietern dementsprechende Ratschläge. So wurde Wert darauf gelegt, nicht das bürgerliche Wohnen zu kopieren, mit unsinnigem Nippes und einer „guten Stube“ nur für sonntags. Wohnung und Möbel sollten zweckdienlich sein: „Solche Möbel sind im allgemeinen gut, zu denen man Kinder und junge Bernhardinerhunde lassen kann, ohne daß Unheil entsteht.“ Zu den Siedlungen gehörten weitläufige Grünflächen wie oftmals auch Kindergärten und Gemeinschaftsräume. Mit der Auswahl von ambitionierten Architekten wurde eine eigene Stilrichtung entwickelt.
Zudem wurden wichtige Waren zentral eingekauft, von Kohlen über Öfen bis hin zu Tapeten, die zu niedrigen Preisen an die Genossenschaftler abgegeben wurden.
Die Solinger Bevölkerung empfand „ihren“ Spar- und Bauverein mit seinen vielen Einrichtungen und Angeboten „als kleinen Sozialstaat, der das Leben seiner Mitarbeiter behütete“.

### Zeit des Nationalsozialismus
In der NS-Zeit verlor der Spar- und Bauverein weitgehend seine Selbständigkeit; der bisherige Geschäftsführer Oskar Rieß, ein sogenannter „Halbjude“ und Mitglied der SPD, wurde aus seinem Amt entfernt. Der neue Geschäftsführer Franz Eickhorn, der gleichzeitig das Kreisheimstättenamt der Deutschen Arbeitsfront leitete, entschied über die Vergabe von Wohnungen. Das bedeutete unter anderem auch, dass SPD- und KPD-Mitglieder ihre Wohnungen aufgeben mussten und diese an SA-Mitglieder vergeben wurden, obwohl diese mitunter gar keine Mitglieder waren. „Nicht-Arier“ konnten nicht mehr Genossenschaftler werden. Sozialpolitische Sondereinrichtungen wie eine Sterbegeld-Unterstützungskasse wurden verboten, und kurz vor Kriegsausbruch musste der Bauverein seine Sparkonten an die Sparkasse übergeben, auf denen sich rund eine Million Reichsmark befanden. Bei Bombenangriffen, insbesondere dem Großangriff auf Solingen vom 4. auf den 5. November 1944, wurde ein Viertel der Wohnungen des Spar- und Bauvereins zerstört.
Franz Eickhorn gehörte zu der Gruppe von Nationalsozialisten, die während der Reichspogromnacht, in der Nacht vom 9. auf den 10. November 1938, in die Wohnung des jüdischen Journalisten Max Leven eindrangen und ihn erschossen. 1949 wurde er deshalb zu einem Jahr und sechs Monaten Haft verurteilt.

### Seit 1945
1945 übernahm der spätere Solinger Oberbürgermeister Karl Haberland die Geschäftsführung, der schon vor 1933 für den SBV tätig gewesen war, aber von den Nationalsozialisten entlassen worden war. Er führte den Bauverein bis 1964 und von 1968 bis 1970 nochmals kommissarisch.

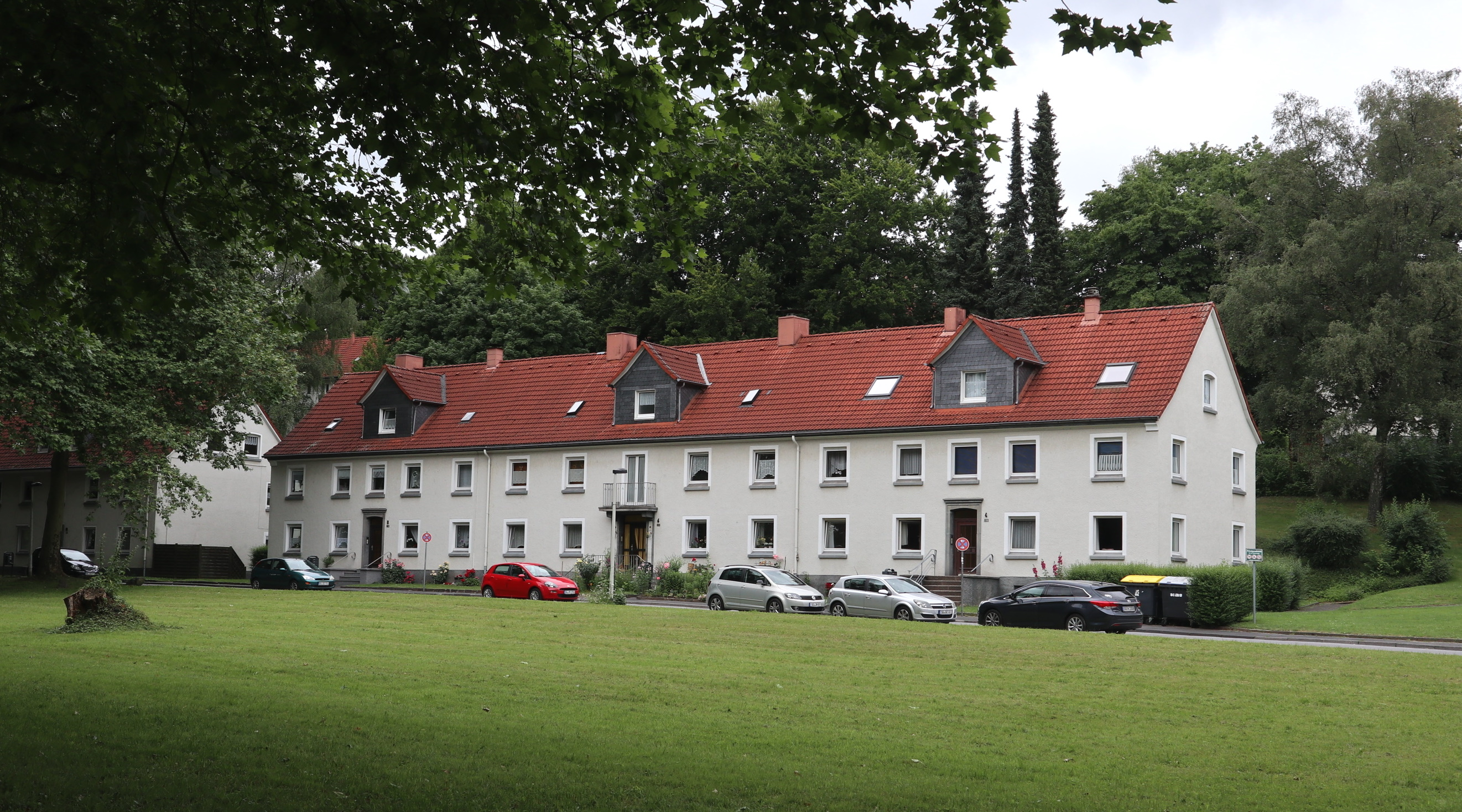
Siedlungshäuser am Weyersberg (1952–1954)

Von 1951 bis 1952 wurden alle zerstörten Wohnungen wieder errichtet, allerdings unter moderneren Prämissen. 1952 wurde an der Kotter Straße am Weyersberg eine neue Großsiedlung mit 391 Wohnungen gebaut, von denen die meisten – so eine Auflage des Landes NRW, die Geld gegeben hatte – an Flüchtlinge und Aussiedler vergeben wurden. Der Wiederaufbau von gänzlich zerstörten Häusern wurde 1961 abgeschlossen. Zudem beschritt der SBV einen neuen Weg, indem er gezielt auch Einraum-Wohnungen für Alleinstehende schuf, da es nach dem Zweiten Weltkrieg einen Frauenüberschuss gab. Diese Einraum-Wohnungen hatten zunächst ein gemeinsames Bad, ab Mitte der 1950er Jahre wurden jedoch komplette kleine Einheiten für alleinstehende Frauen gebaut. Insgesamt wurden nach dem Zweiten Weltkrieg über 4000 weitere Wohnungen gebaut.
In den 1960er Jahren wuchs die Kritik am Spar- und Bauverein und einem vermeintlichen „Filz“ mit SPD und Stadtverwaltung. So wurde kritisiert, dass durch die Vergabe von Darlehen an den SBV Zuschüsse für – insbesondere kinderreiche – Familien fehlen würden, damit diese sich ein Hauseigentum zulegen könnten. Während des Kommunalwahlkampfes 1964 schrieb die Rheinische Post, dass die Bauten des SBV „oft eine nicht gerade schöne Reglementierung“ bedeuteten, und dass die Bewohner in ihrem Individualismus eingeschränkt seien. Zudem betreibe der Bauverein eine „geistige Kasernierung“, da er sich gegen die Eigentumspolitik des Bundes wende und sich in Solingen als politische Macht aufspiele.

## Der SBV heute
Der SBV ist heute (2013) die größte Wohnungsbau-Genossenschaft des Rheinlandes und die zweitgrößte in NRW, mit  7099 Wohnungen in 1813 Häusern, 29 gewerblichen Einheiten und 1425 Garagen. Die Miet- und Pachteinnahmen betragen jährlich rund 26 Millionen Euro. Die Bilanzsumme 2012 betrug 283,7 Millionen, das Jahresergebnis 6,8 Millionen Euro. Derzeit überprüft der SBV seine Siedlungen im Hinblick auf seniorenfreundliches Wohnen. Ein Wohnprojekt des SBV, SeniorenWohnen Weegerhof, wurde 2012 mit dem „Landespreis für Architektur, Wohnungs- und Städtebau Nordrhein-Westfalen 2012“ ausgezeichnet. Seit 2013 bietet die Genossenschaft auch eine Beratung zu Geldanlagen für ihre Mitglieder an.
Die Siedlungen des SBV sind von insgesamt rund 700.000 Quadratmetern Grünflächen umgeben, und es gibt 3000 Hausgärten. Der Spar- und Bauverein hat rund 13.500 Mitglieder (2013); damit ist fast jeder zehnte Solinger Mitglied, und jeder achte Solinger wohnt in einem Haus des SBV. Die Genossenschaft gibt eine eigene Zeitschrift mit dem Titel Wohnen im Licht heraus.
In jeder Siedlung gibt es einen Bewohnertreff, wo sich die Nachbarn der jeweiligen Siedlung treffen können. Dort gibt es auch verschiedene Angebote z. B. Basteln für Kinder, Senioren-Café, gemeinsames Frühstücken, Stricken und Nähen, Bingo, Hausaufgabenhilfe, gemeinsam Kochen und Backen und viele weitere.
Jedes Mitglied im SBV-Solingen erhält eine Mitgliedskarte, mit der man bei vielen Rabattpartnern bis zu 20 Prozent Rabatt erhalten kann.